# Massachusetts Bay Colony
De Massachusetts Bay Colony was een Engelse kolonie aan de oostkust van Noord-Amerika in de 17e eeuw, op de plek van de huidige stad Boston in de staat Massachusetts.
De kolonie werd gesticht in 1628, nadat eerdere kolonisatiepogingen in Maine en Noord-Carolina waren mislukt door voedseltekorten. De eerste kolonisten waren voor het merendeel puriteins, en hadden aan boord van het schip de Mayflower het zogenaamde Mayflower Charter opgesteld, dat zou gaan functioneren als een grondwet. Puriteinen verlieten Engeland vooral nadat Charles I van Engeland in het voorjaar van 1629 het parlement had ontbonden vanwege godsdienstconflicten, en de bisschop van Londen opnieuw druk uitoefende op de separatisten binnen de Anglicaanse Kerk om zich te conformeren.
De oorspronkelijke hoofdstad van de kolonie was Charlestown, maar door gebrek aan watertoevoer verhuisde men al gauw naar Boston. Binnen de gemeenschap verordende men dat de Massachusetts kolonie was gesticht met de hulp van God, waardoor kerkbezoek en het straffen van zondaars een belangrijke rol innam in het openbare leven. Tijdens de strenge winter van 1630-1631 stierf de helft van de kolonisten, maar de druk die in Groot-Brittannië nog steeds werd uitgeoefend op de puriteinen leidde tot een toename van het aantal migranten tot 2000 in december 1631. Het aantal inwoners bleef toenemen, en in 1691 sloot de kolonie zich met onder andere de provincies Nova Scotia en Maine aan bij de Province of Massachusetts Bay, de voorloper van de deelstaat.